# ORP Semko
ORP „Semko” – polski okręt ratowniczy projektu R-30, numer taktyczny R-13.
Okręt ten został zaprojektowany w Polsce i zbudowany w Stoczni Marynarki Wojennej w Gdyni jako ostatni z serii (numer budowy R-30/3). Jego okrętami bliźniaczymi były ORP „Bolko” i „Gniewko”. Zamówienie złożono dopiero w 1983 roku, po dłuższej przerwie, a budowę rozpoczęto w 1984 roku (brak bliższych danych). Kryzys gospodarczy spowodował wstrzymanie w 1985 roku prac wykończeniowych przy gotowym kadłubie na rok i okręt ostatecznie wszedł do służby 9 maja 1987 roku.
Okręt powstał jako rozwinięcie „cywilnych” wersji kutrów ratowniczych projektu R-17 i R-27. Okręt przeznaczony był do zadań poszukiwawczo-ratowniczych. Wyposażony był w łódź pneumatyczną z silnikiem doczepnym, sprężarkę, działko przeciwpożarowe, komorę dekompresyjną oraz hak holowniczy wraz z wciągarką i bom ładunkowy o udźwigu do 2 ton. Bazował w Świnoujściu.
Został wycofany ze służby 31 marca 2006 roku.
Po wycofaniu ze służby został zakupiony przez firmę Sling Sp.j. z Pruszcza Gdańskiego i przemianowany na „Sling I”, lecz został następnie odstawiony w Gdańsku, a w 2013 rozpoczęto jego złomowanie.